# Tavernelle (Panicale)
Tavernelle è una frazione del Comune di Panicale (PG).
Il paese si sviluppa lungo la Strada statale 220 Pievaiola, che collega Perugia a Città della Pieve, ed è attraversato dal fiume Nestore. Sorge ad un'altitudine di 236 m s.l.m. e per densità demografica rappresenta il centro più popoloso del territorio comunale di Panicale. Secondo il censimento Istat del 2020, conta 2864 abitanti.

## Storia
Il paese ha origine nel XIV secolo in epoca coeva alla costruzione del castello di Mongiovino Vecchio, diventando importante luogo di passaggio e di sosta per quanti da Perugia si recavano verso Città della Pieve e Chiusi. Il nucleo originario dell'abitato, inizialmente denominato "Le taverne di Bartuccio", dal nome di un oste che per primo vi aprì la sua locanda, si è sviluppato intorno ad osterie e stazioni di posta che numerose offrivano ristoro e pernottamento a uomini e cavalli.
Vi fu edificata nel 1490 una domus hospitalis per il ricovero dei forestieri e, successivamente, nel 1579 una chiesetta, al fine di seppellirvi i morti ed erigervi una Compagnia sotto il titolo di Compagnia della Morte. Tuttavia i tavernellesi, ritenendo più decoroso officiare il rito della sepoltura presso il Santuario della Madonna di Mongiovino, non avviarono mai questa pratica.
La chiesetta inglobò un'edicola con immagine tardocinquecentesca di autore ignoto raffigurante la Vergine con Bambino ed angeli sopra un unico altare. Oggetto di devozione popolare per molti secoli, l'affresco rappresenta la più antica testimonianza del paese ed è oggi conservato nella chiesa di San Luigi Gonzaga, fatto restaurare nel 1943 dal proprietario terriero Giuseppe Bucci.
La collina che sovrasta Tavernelle fu teatro della battaglia di Mongiovino che nel 1643 vide scontrarsi le truppe medicee e quelle papali. Il conflitto è stato raffigurato in un dipinto del pittore francese Jacques Courtois, oggi visibile presso la Galleria degli Uffizi di Firenze.
Considerata la sua posizione di transito, Tavernelle ha ospitato numerose personalità. Si ricordano le visite, nel 1741, di San Paolo della Croce, cui la tradizione cattolica attribuisce un miracolo proprio in questo luogo, e quella di papa Gregorio XVI, il 28 settembre 1841, accolto con onori solenni in occasione della sua visita alle diocesi dello Stato Pontificio.
Nel 1816, con l'occupazione Napoleonica, i territori di Missiano, Tavernelle, Mongiovino, Colle San Paolo e Montali vengono annessi a Panicale  Archiviato il 6 maggio 2006 in Internet Archive..
Il paese è soggetto per metà alla giurisdizione della Parrocchia di Oro, nella diocesi di Perugia, e per metà a quella della Parrocchia di Mongiovino, nella diocesi di Città della Pieve.
Con il passaggio della chiesetta, denominata originariamente "Annunziata" e poi "Beata Vergine delle Grazie", dalla parrocchia di Oro a quella di Mongiovino, avvenuto in data 7 settembre 1836, Tavernelle viene unificata e da questo momento registra un crescente sviluppo.

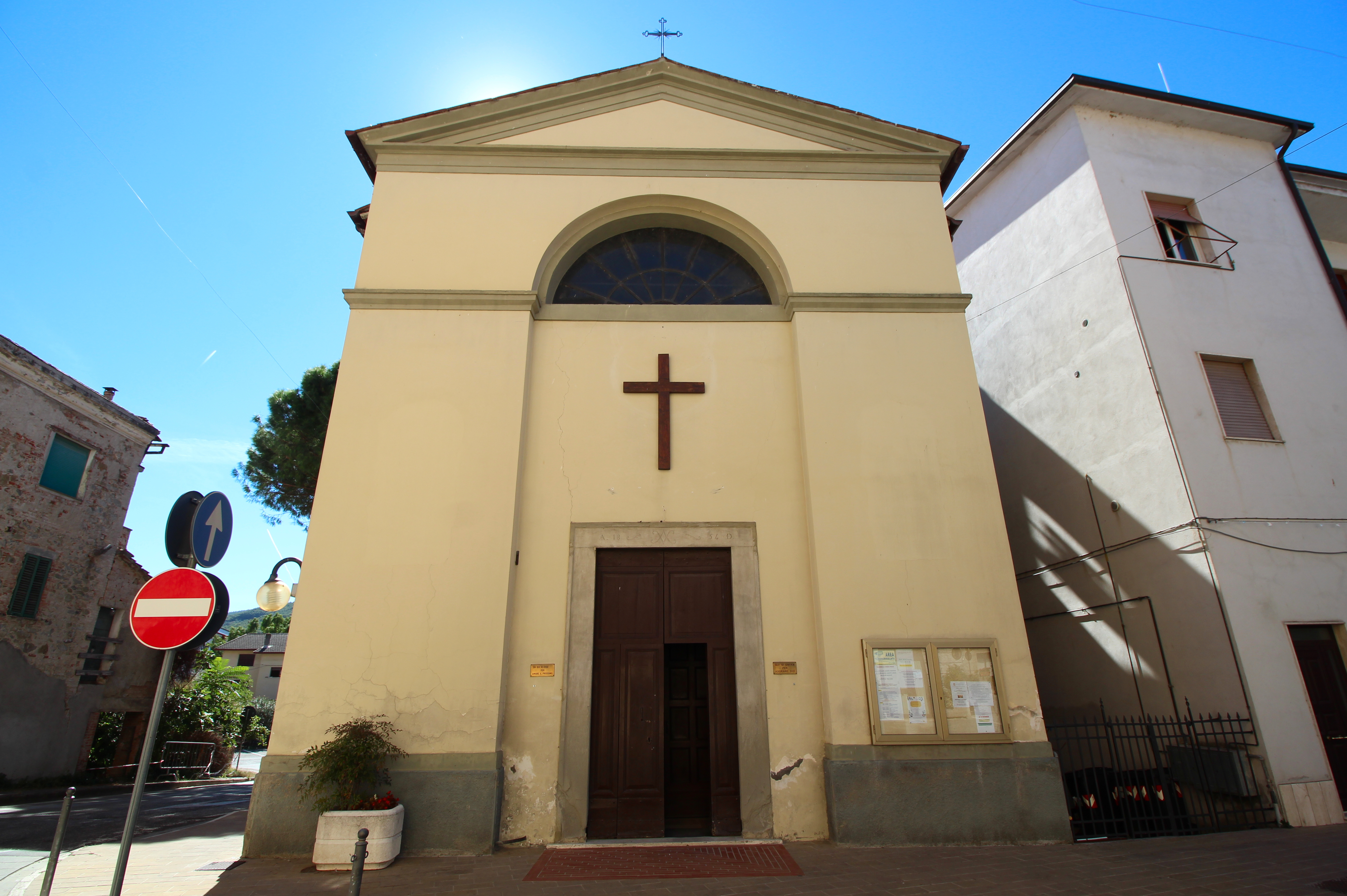
La chiesa di San Luigi Gonzaga

La chiesa di San Luigi Gonzaga viene edificata sulle macerie della preesistente chiesetta nel 1857 con un fondo di 600 scudi, "contribuiti dal Comune per lo zelo dei deputati Sig. Giovanni Businelli, Don Luigi Giudarelli e Dott. Luigi Boccardi", su disegno dell'Ing. Giovanni Caproni di Fontignano, e restaurata con concorso di popolo nel 1943.
Dalla seconda metà del XIX secolo, grazie all'insediamento di numerosi forestieri, il paese conosce un notevole sviluppo commerciale e agricolo e vi si insediano le prime industrie, attirate anche dai primi ritrovamenti di lignite nel bacino di Pietrafitta.
Dal 1942 al 1943, a Tavernelle fu istituito un campo di internamento fascista, destinato anche ai prigionieri provenienti dalla Jugoslavia .
La frazione subisce una profonda trasformazione a partire dai primi anni Cinquanta del XX secolo quando la costruzione di una centrale termoelettrica presso il bacino di Pietrafitta, su iniziativa dell'imprenditore Angelo Moratti, attira centinaia di tecnici e maestranze provenienti da tutta Italia che si insediano a Tavernelle. Parallelamente si sviluppa un tessuto industriale e artigianale.
Dal 1953 al 1960 il paese è stato capolinea del tratto ferroviario Ellera Corciano - Tavernelle Val Nestore.
Nelle vicinanze si trova il santuario della Madonna delle Grondici, dedicato al culto di Maria. Il nome deriva dal termine suggrundarium, che in latino indica il luogo ove venivano sepolti i bambini morti senza essere stati ancora battezzati (sub grunda, cioè sotto le gronde di un tetto); all'interno della chiesa si conserva un gonfalone che ricorda un episodio miracoloso che ha consentito la nascita del santuario nel XV secolo, per proteggere una edicola sacra contenente l'immagine della Madonna. Custodito per quattro secoli da eremiti, il santuario viene identificato nella tradizione popolare come miracoloso per le donne che non possono avere bambini. Dal 1870 venne guidato da affittuari, che però compirono irregolarità nella gestione delle offerte dei fedeli. Infine, nel 1924, il santuario passò direttamente alle dipendenze dell'arcidiocesi di Perugia-Città della Pieve, che ne modificò la struttura architettonica.
Sul versante nord della Valnestore, adagiato sulla collina che sovrasta Tavernelle, si trova il Santuario della Madonna di Mongiovino, progettato dall'architetto Rocco da Vicenza nel 1524, in seguito all'approvazione da parte di Leone X di eventi prodigiosi che si sarebbero manifestati alla pastorella Andreana.

## Economia
Il paese, sin dal XV secolo, è stato sede di importanti fiere di bestiame. I settori tradizionali dell'economia sono l'agricoltura, l'artigianato e il commercio. Nel XX secolo il ritrovamento del bacino lignitifero e la realizzazione della centrale termoelettrica di Pietrafitta hanno rappresentato un elemento trainante per lo sviluppo economico di Tavernelle, che oggi costituisce il nucleo produttivo e commerciale del territorio di Panicale. Il settore tessile, chimico, elettromeccanico ed edilizio hanno prosperato fino alla crisi del 2008.
Nel 2014 si è costituito a Tavernelle uno dei primi Centri Commerciali Naturali (CCN) in Umbria. I recenti progetti innovativi sono rivolti ai turisti col l'intento di rivitalizzare il centro storico.

## Manifestazioni
Ogni anno, si svolgono a Tavernelle le seguenti manifestazioni:
- "Sagra della pannocchia";
- Lo "Sbroglio";
- Il "Palio dello N'Sù contro lo N'Giù";
- "Tavernelle Rock Festival".

### Associazioni culturali, ricreative e di volontariato
- Pro Loco di Tavernelle;
- Gioventù Tavernellese;
- Centro Commerciale Naturale di Tavernelle;
- Corale "Berardo Berardi";
- Comitato Valnestore "Croce Rossa Italiana";
- Confraternita della Misericordia;
- Confraternite della Buona Morte e del Santissimo Sacramento;
- Protezione Civile Gruppo "San Giorgio Valnestore";
- Tavernelle Cammina.
- Cumbesa

## Monumenti e luoghi d'interesse

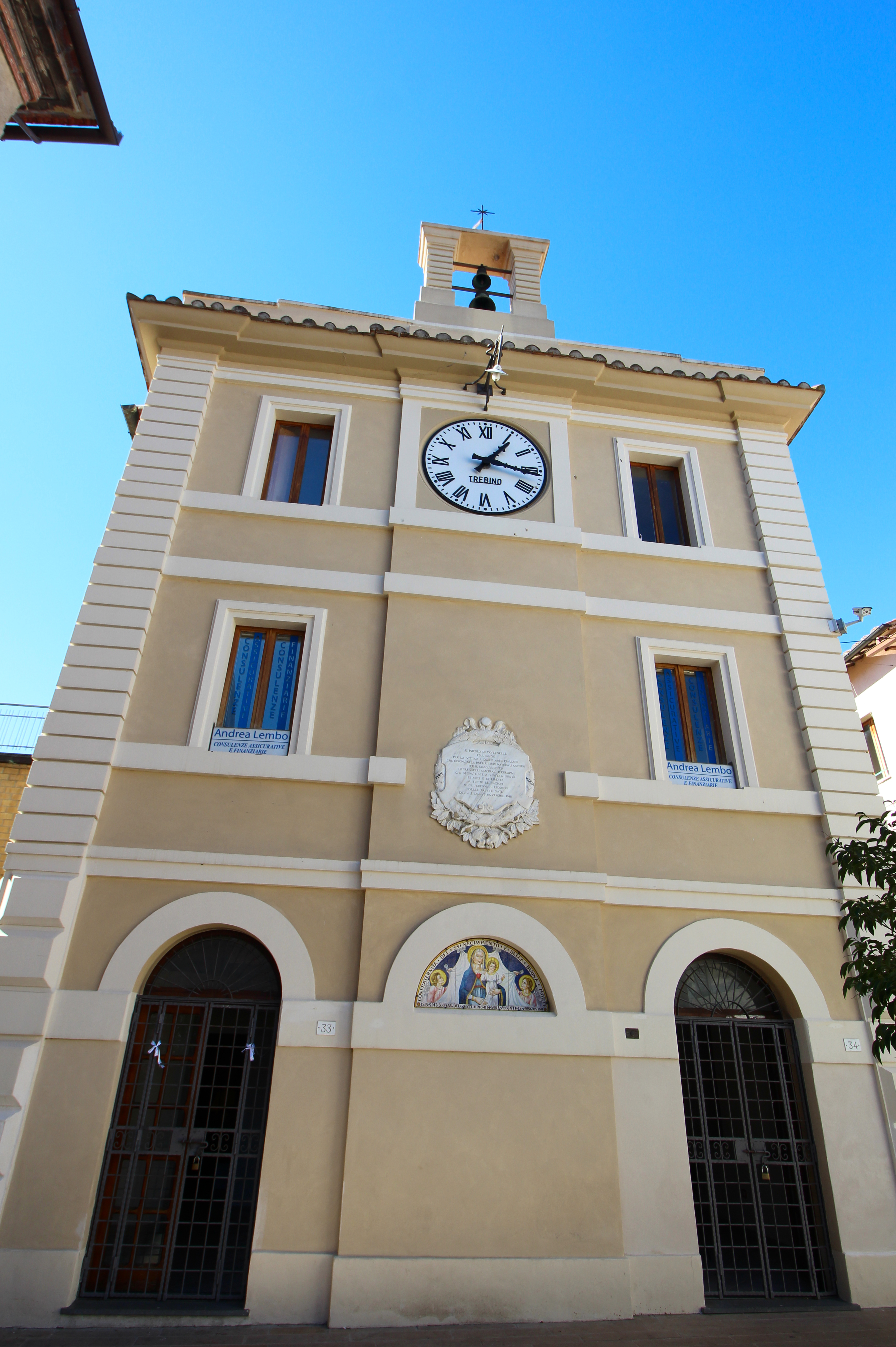
Il palazzo dell'orologio

- Fontana del Leone, opera dello scultore Gerolamo Ricotti, nato a Tavernelle il 24 settembre 1897 e morto a Genzano di Roma il 16 febbraio 1987;
- Palazzo dell'Orologio, edificio di architettura tardosettecentesca;
- Monumento ai Caduti, presso Asilo d'Infanzia di Tavernelle;
- Chiesa di San Luigi Gonzaga;
- Santuario della Madonna delle Grondici (XV secolo), contenente la tela di Gregorio Gregori detto il Teutonico;
- Santuario della Madonna di Mongiovino (1524), costruito da Rocco da Vicenza per ospitare un'edicola con l'immagine della Madonna. La pianta è a croce greca; la cupola è retta da pilastri scolpiti da Giuliano da Verona, Bernardino da Siena, Lorenzo da Carrara. Contiene opere del Pomarancio, di Mattia Batini, di Arrigo Fiammingo, e belle finestre invetriate.
- Campana della Pace (19 giugno 2005), in ricordo dei Caduti e Dispersi di tutte le Guerre. La targa posta sotto la campana recita:

Il suo suono è l'espressione del dolore delle madri, delle spose, dei figli che furono privati di un affetto e di un sostegno, ma è anche un grido perché mai più la terra sia funestata da guerre fratricide.

Suona, o Campana lenta e solenne al tramonto e gioiosa al mattino ogni qual volta un evento di pace si verificherà nel mondo.

Per tutti i Caduti un pensiero di S. Francesco di Sales: "Coloro la cui vita è degna di memoria e di stima vivono ancora dopo la loro morte".»
(Emanuela Casinini)

## Ferrovie
Dal 1953 al 1960 era in funzione la ferrovia Ellera-Tavernelle e Tavernelle aveva la sua stazione ferroviaria. Fu chiusa a seguito del mancato prolungamento fino alla stazione di Chiusi posta sulla ferrovia Firenze-Roma.

## Sport

### Impianti sportivi
- Piscine Intercomunali di Tavernelle, con 10000 m² di parco.
- Stadio Comunale "Angelo Moratti".
- Stadio Vecchio Comunale.
- Campo da Beach Volley.
- Campo da calcetto in erba sintetica.
- Due campi da tennis in terra rossa, di cui uno copribile durante la stagione fredda.
- Bocciodromo a due piste con copertura.
- Due palestre.

### Associazioni sportive
- A.S.D. Tavernelle Calcio - Militante nel campionato di Promozione. Nasce nel 1921. (calcio)
- S.P. Delfino (pallavolo, nuoto, atletica, basket). Nasce nel 1983.
- A.S.D. Yamaguchi (karate) - (2°società in italia FIJLKAM nel 2009 e nel 2010)
- a.s.d. Mongiovino (calcio)
- Unione Bocciofila Tavernellese (bocce). Nasce nel 1987.
- T.C.T. Tennis Club Tavernelle (tennis). Nasce nel 1969.
- A.S.D. Officina degli Artisti (danza)
- A.S.D. Folgorati (softair). Nasce nel 2006.
- A.S.D Gruppo Arcieri Simba (tiro con l'arco). Nasce nel 1991.
- MotoClub Ali nel Vento (moto).
- Circolo degli Scacchi Tavernelle (scacchi).
- Il Birillo Tavernelle (boccette, biliardo).